# Willy Cheruiyot Kipkirui
Willy Cheruiyot Kipkirui (* 2. August 1974) ist ein kenianischer Langstreckenläufer, der sich auf den Marathonlauf spezialisiert hat.
Er gewann viermal den Eindhoven-Marathon (2000, 2002–2004) und siegte 2000 beim Vienna City Marathon sowie 2003 beim Prag-Marathon. Weitere erwähnenswerte Resultate erzielte er als Zweiter des Mailand-Marathons (2001), des Berlin-Marathons (2001) und des Dubai-Marathons (2005) sowie mit dritten Plätzen  beim Turin-Marathon (2001), beim San-Sebastián-Marathon (2002) und beim Madrid-Marathon (2005). Außerdem gewann er 2002 den Prag-Halbmarathon.
Seine Bestzeit im Marathon beträgt 2:08:48 h, aufgestellt bei seinem Sieg beim Vienna City Marathon am 21. Mai 2000.